# Michaił Grigorjew (hokeista)
Michaił Pietrowicz Grigorjew, ros. Михаил Петрович Григорьев (ur. 1 lutego 1991 w Tiumeni) – rosyjski hokeista.

## Kariera
- Chimik Mytiszczi (2006-2007)
- Nieftianik Leninogorsk (2007-2008)
- Jużnyj Urał Orsk (2008-2009)
- Saławat Jułajew Ufa (2009-2012)
  -  Tołpar Ufa (2009-2012)
  -  Toros Nieftiekamsk (2010-2012)
- Barys Astana (2012-2013)
- Torpedo Niżny Nowogród (2013-2015)
- Łokomotiw Jarosław (2015-2016)
- Admirał Władywostok (2016)
- Awangard Omsk (2016-2017)
- Torpedo Niżny Nowogród (2017-2018)
- Spartak Moskwa (2018-2019)
- Dinamo Moskwa (2019-2021)

Wychowanek Rubinu Tiumeń. Od grudnia 2011 tymczasowo występował w Torosie Nieftiekamsk. Od lipca 2012 w klubie Barys Astana. Od czerwca 2013 zawodnik Torpedo Niżny Nowogród. Od czerwca 2015 do sierpnia 2016 zawodnik Łokomotiwu Jarosław. Od listopada 2016 zawodnik Admirała Władywostok. Od grudnia 2016 do kwietnia 2017 zawodnik Awangardu Omsk. Od maja 2017 ponownie zawodnik Torpedo Niżny Nowogród. We wrześniu 2018 przeszedł do Spartaka Moskwa, a wiosną 2019 do Dinama Moskwa, gdzie w kwietniu 2020 przedłużył kontrakt o rok. Z końcem kwietnia 2021 odszedł z klubu.

## Sukcesy
Klubowe
- Brązowy medal MHL: 2010, 2011 z Tołparem Ufa
- Puchar Kontynentu: 2009 z Saławatem Jułajew Ufa
- Puchar Gagarina - mistrzostwo KHL: 2011 z Saławatem Jułajew Ufa
- Złoty medal mistrzostw Rosji: 2011 z Saławatem Jułajew Ufa
- Brązowy medal mistrzostw Rosji: 2020 z Dinamem Moskwa